# Archaeoindris fontoynonti
L'Archaeoindris fontoynonti è una specie estinta di lemure, ed è stata la più grande proscimmia mai esistita.
L'Archaeoindris era una delle cinque specie ascritte alla sottofamiglia dei Palaeopropithecinae, che fa parte della famiglia Indriidae.

## Descrizione

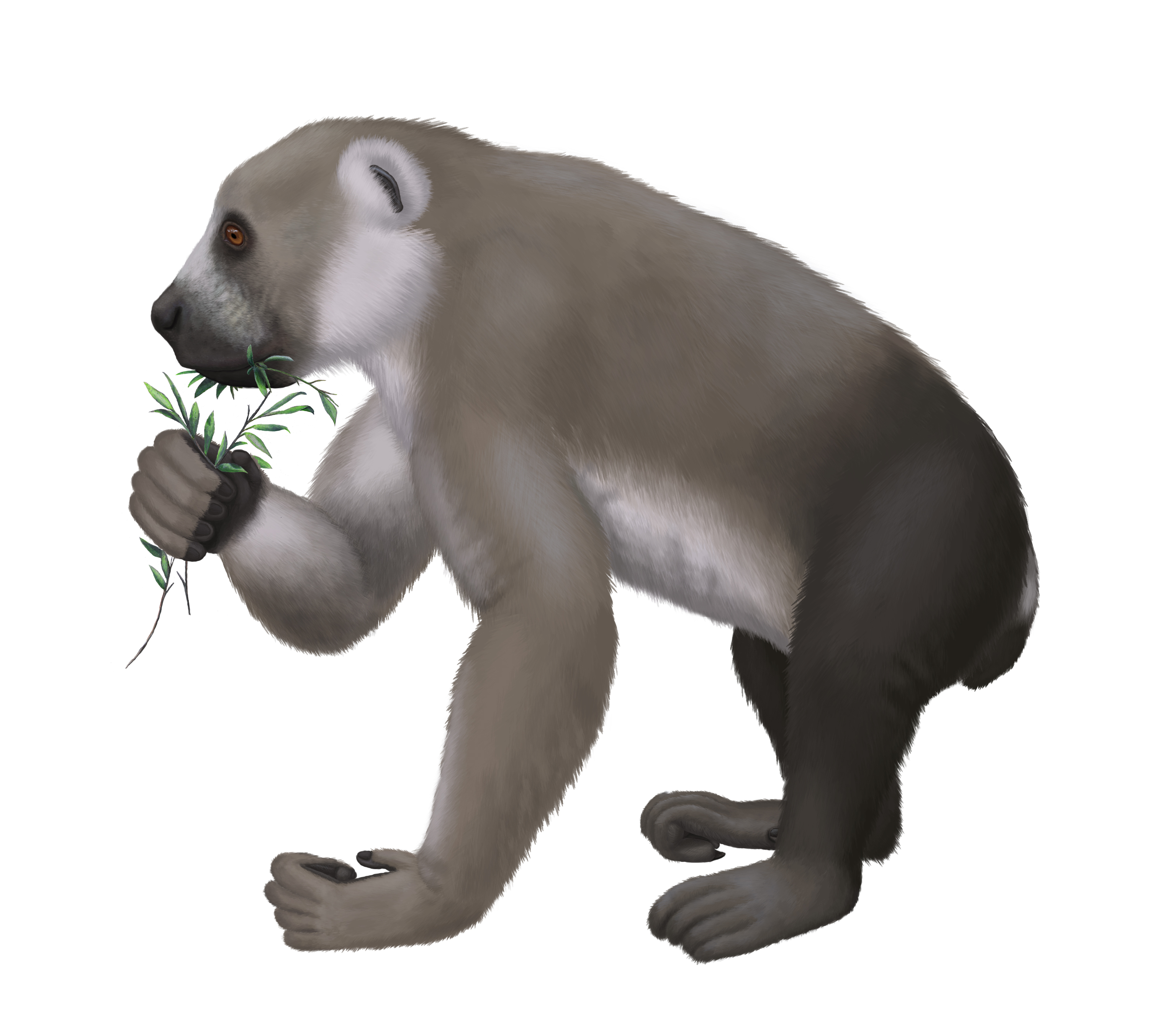
Ricostruzione di Archaeoindris fontoynonti

Area del ritrovamento

Pesava fino a 180 kg, quasi quanto un attuale Gorilla beringei maschio.
Appartiene al gruppo dei cosiddetti "lemuri bradipo", ossia quei lemuri che hanno il corpo costruito in maniera simile a quella dei bradipi del Sud America: se a questa somiglianza si sommano le dimensioni che questa specie raggiungeva, sembrava sensato pensare che gli Archaeoindris fossero totalmente o quasi esclusivamente terrestri.

Tuttavia, con la scoperta di ulteriori materiali fossili appartenenti a questo animale, si è visto che le sue zampe anteriori e posteriori avevano una forma che avrebbe reso difficoltosa l'andatura terrestre, risultando adatte, invece, per una scalata lenta dei grossi rami.
Possedeva zampe anteriori molto più lunghe e forti rispetto a quelle posteriori: il muso era stretto ed allungato, con molari stretti ed incisivi ben sviluppati, a dimostrazione di un'alimentazione prevalentemente folivora.
Poco si sa sull'esatta data dell'estinzione dell'Archaeoindrisi: i resti più recenti di questi animali risalgono a circa 6000 anni prima di Cristo, tuttavia è lecito supporre che la specie sia vissuta fino alla colonizzazione umana del Madagascar, avvenuta circa 1500 anni fa, e che siano stati proprio gli uomini a provocarne l'estinzione.